# Jū ō sei
Jū ō sei (獣王星? lett. "Il pianeta del re bestia") è un manga scritto e illustrato da Natsumi Itsuki. Una serie televisiva anime è stata adattata e prodotta da Bones dal 2006 in Giappone e trasmessa su Fuji TV.

## Trama
La storia inizia nel 2436 AD, a circa 150 anni luce dalla terra, due giovani gemelli, Thor e Rai, vivono sulla colonia spaziale Juno. Un giorno tornano a casa e scoprono che i loro genitori sono stati uccisi e per ragioni sconosciute vengono rapiti e portati su una colonia lontana chiamata Chimera, conosciuta anche come "Pianeta del re delle bestie" (Jū Ō Sei), un mondo popolato da creature mostruose come enormi piante carnivore. Attaccati da un gruppo di abitanti di Chimera, riusciti a sconfiggerli, i due restano vittime di una verasona e riesce a salvarsi solo Thor, mentre Rai muore. Portato ad uno dei quattro ring del pianeta, l'Ochre ring, viene scelto da Tiz come suo futuro marito.
A causa di Terzo, sostiene e vince l'incontro con il top dell'ochre ring, riuscendo a vincere e diventando quindi il capo del ring, conosciuto come "Falco d'Argento". Quattro anni dopo, viene contattato da Yuuki, nuovo top del sun ring, preoccupato per i continui massacri compiuti dal Blanc Ring, che ha nominato da poco un nuovo Top, che scoprirà essere Zagi, colui che anni prima aveva aiutato lui e suo fratello. Thor si innamora poi del secondo di Zagi, Karin, che morirà poco tempo dopo per mano di Terzo. Credendo che il colpevole fosse Zagi, Thor sostiene un combattimento con lui vincendolo: per questo riceve la nomina di Ju oh. Portato sulla Dagger Pagoda, si incontra con Odin e viene a sapere la verità su se stesso e del perché Odin avesse ucciso i suoi genitori.
Mentre parla assieme a Tiz, Odin, ferito dal professore che lo assiste, attiva il sistema di accelerazione di Chimera. Per fermarlo Thor assieme a Terzo si reca ad Hercane, per fermare l'operazione Valkyrie. Nell'operazione restano coinvolti lo stesso Terzo e il professore di Odin. Alla fine però il sistema di accelerazione viene fermato, con la distruzione del sistema Valkirye.

## Personaggi
- Thor (トール?, Tōru) Doppiatore: Koichi Domoto e Minami Takayama (da bambino). Il protagonista della serie, dopo molte esperienze diventa abile nel combattimento. Riesce a diventare velocemente Top dell'Ochre ring, a soli undici anni, con il nome di Falco d'Argento. Sceglie come suo secondo Tiz e come suo terzo Terzo. Riesce a migliorare le condizioni di vita del suo ring, con un sistema di riscaldamento interno perfezionato e abbondanza di cibo e acqua. Quattro anni dopo incontra Karin della quale si innamora ed in seguito alla sua morte sconfiggerà Zagi, diventando Ju oh. Si scoprirà alla fine che in realtà lui era stato creato dagli scienziati per essere l'ultima speranza degli umani del sistema Balkan per sopravvivere, ottenuto tramite la rielaborazione del DNA di tutti i Jyu oh che lo avevano preceduto, cosa che lo aveva reso forte ed in grado di adattarsi ad ogni situazione a cui era sottoposto.
- Rai (ラーイ?, Rāi) Doppiatore: Minami Takayama, il gemello più debole sempre protetto da Thor. Muore all'inizio della serie quando vengono attaccati da una verasona.
- Tiz (ティズ, Tizu?) Doppiatore: Nana Mizuki, appare all'inizio della serie, quando salva la vita a Tohr e lo sceglie come suo marito. Nel corso della serie diventa suo secondo e lo segue ovunque, anche quando Thor sale sulla Dagger Pagoda. Morirà alla fine della serie, quando uno del Night ring le spara.
- Third (サード?, Sādo) Doppiatore: Shun Oguri, conosciuto come "il terzo" è il terzo dell'Ochre ring.è lui che incita la battaglia fra Thor e il top dell'ochre e poi quella tra Thor e Zagi. Alla fine si scoprirà essere un comandante inviato da Odin come infiltrato su Chimera per controllare le azioni di Thor. Durante l'operazione Valkirye si suicida per salvare Thor.
- Zagi (ザギ?, Zagi) doppiatore: Kazuya Nakai. Salva i ragazzi all'inizio della serie. Esso spiega loro le prime cose riguardo a Chimera e riguardo ai ring. Successivamente diverrà Top del Blanc ring, entrando in conflitto con Thor. Uccide il Top del Night ring e Yuuki, top del sun ring.
- Chen (?) ex top del Sun ring, nello scontro con la rivale Ilza perde una gamba e perde la sua posizione. È innamorata di Terzo e vorrebbe un figlio da lui.
- Karin (?) secondo di Zagi, di cui è innamorata ma in seguito all'incontro con Thor si innamorerà anche di lui affermando che avrebbe voluto dare alla luce i loro figli; viene uccisa da Terzo.
- Odin (?) leader del sistema Balkan. Cerca disperatamente un modo per permettere alla razza umana di sopravvivere, visto che 130 anni prima la Terra è andata distrutta e gli umani non possono farvi ritorno. A questo proposito crea il progetto Valkirye, con la creazione del "Last Child". Alla fine della serie, però, decide di arrendersi di fronte alla superiorità del pianeta Chimera.

## I Ring
- 茶輪 (Ochre ring?) è il ring principale della serie. Il precedente Top è stato sconfitto da Thor, che l'ha sostituito; quella che dovrebbe essere la capitale è situata nei pressi una parete rocciosa.
- 黄輪 (Sun ring?) chiamato anche ring delle donne,era precedentemente capeggiato da Chen, il cui secondo era Tiz. Dopo il salto temporale, per motivi non rivelati, il Top del ring è diventato un uomo, Yuuki.
- 白輪 (Blanc ring?) il ring del "Blanc Wolf", soprannome di Zagi. Elimina quasi completamente il Night ring e successivamente attacca il Sun ring.
- 黒輪 (Night ring?) è il ring più avanzato tecnologicamente; le sue costruzioni sono ottenute tramite il riutilizzo delle carcasse delle astronavi che trasportano i condannati. Il night ring scompare quasi del tutto a causa di Zagi, ma alcuni riescono a sopravvivere. Uno di loro uccide Tiz.
- "Ring degli adolescenti" si tratta del luogo in cui Rai e Thor vengono condotti all'inizio da Zagi; qui sono riuniti gran parte dei ragazzi trasportati su Chimera

## Sigle
- Sigla iniziale: Deep in your heart di Kōichi Dōmoto
- Sigla finale: Te o tsunaide (手をつないで?) di Younha

## Episodi
| Nº | Giapponese 「Kanji」 - Rōmaji | In onda        | In onda |
| Nº | Giapponese 「Kanji」 - Rōmaji | Giapponese     |         |
| 1  | 「運命」 - Unmei              | 13 aprile 2006 |         |
| 2  | 「茶輪」 - Charin             | 20 aprile 2006 |         |
| 3  | 「仲間」 - Nakama             | 27 aprile 2006 |         |
| 4  | 「挑戦」 - Chōsen             | 4 maggio 2006  |         |
| 5  | 「決闘」 - Kettō              | 11 maggio 2006 |         |
| 6  | 「白狼鬼」 - BURAN ROU        | 18 maggio 2006 |         |
| 7  | 「独立」 - Dokuritsu          | 25 maggio 2006 |         |
| 8  | 「深層」 - Shunsō             | 1º giugno 2006 |         |
| 9  | 「獣王」 - Jūō                | 7 giugno 2006  |         |
| 10 | 「悪夢」 - Akumu              | 15 giugno 2006 |         |
| 11 | 「希望」 - Kibō               | 22 giugno 2006 |         |